# NGC 6691
NGC 6691 (również PGC 62202 lub UGC 11318) – galaktyka spiralna z poprzeczką (SBbc), znajdująca się w gwiazdozbiorze Smoka. Odkrył ją Lewis A. Swift 16 sierpnia 1884 roku.